# Fifth Ward
Fifth Ward – jednostka osadnicza w Stanach Zjednoczonych, w stanie Luizjana, w parafii Avoyelles.